# Discocactus buenekeri
Discocactus buenekeri es una especie de planta suculenta perteneciente al género Discocactus, dentro de la familia Cactaceae. Es endémica del nordeste de Brasil (concretamente del estado de Bahía).

## Descripción
Discocactus buenekeri es una especie de cactus pequeño que puede formar grupos de hasta 50 cm de diámetro, mediante brotes laterales y plántulas. Los tallos individuales alcanzan diámetros de aproximadamente 6 cm y alturas de unos 3 cm (sin cefalio). Su epidermis es de color verde grisáceo apagado, suelen crecer con el tallo enterrado en el suelo y tienen forma algo napiforme (de nabo). Tienen una raíz principal que se extiende cercana a la superficie, pudiendo alcanzar una longitud de hasta 1 m. Además, en algunas plantas, existe una segunda raíz principal que alcanza solo un tercio de la longitud de la primera.
Presentan de 14 a 19 costillas redondeadas bien definidas, dispuestas de forma vertical o en espiral y de 5 a 7 mm de ancho. Son ligeramente decurrentes y aparecen totalmente divididas en tubérculos de 5 mm de diámetro en la base, por lo que en plantas viejas son difíciles de reconocer. Sobre ellos se asientan areolas ligeramente ovaladas de 2 mm de ancho y 3 mm de largo. Están separadas unas de otras de 5 a 8 mm de, y aunque inicialmente aparecen cubiertas por lana blanca, con la edad se vuelven calvas (glabras).
Las espinas inicialmente son de color blanco con el ápice de color marrón claro y luego se tornan grises. Son flexibles, delgadas, no punzantes y algunas aparecen torcidas y curvadas hacia el cuerpo. No se distinguen espinas centrales y las 14 a 18 espinas radiales miden de 4 a 5 cm de largo. Además, a veces aparecen 2 espinas accesorias dirigidas hacia arriba y de solo 2 mm de largo.
En el ápice de las planta adultas se forma una estructura lanosa llamada cefalio, el cual mide unos 2 cm de altura y hasta 3 cm de diámetro. Está compuesto por lana blanca y en su margen presenta algunas cerdas rectas de color marrón oscuro de hasta 7 mm de longitud. Esta estructura protege el extremo apical más sensible de la planta, tanto de las incidencias del frío nocturno como de las radiaciones ultravioletas demasiado intensas. Además, se cree que este cefalio tiene una función de atracción de polinizadores, ya que incluso antes de aparecer las flores suelen ser muy vistosos.

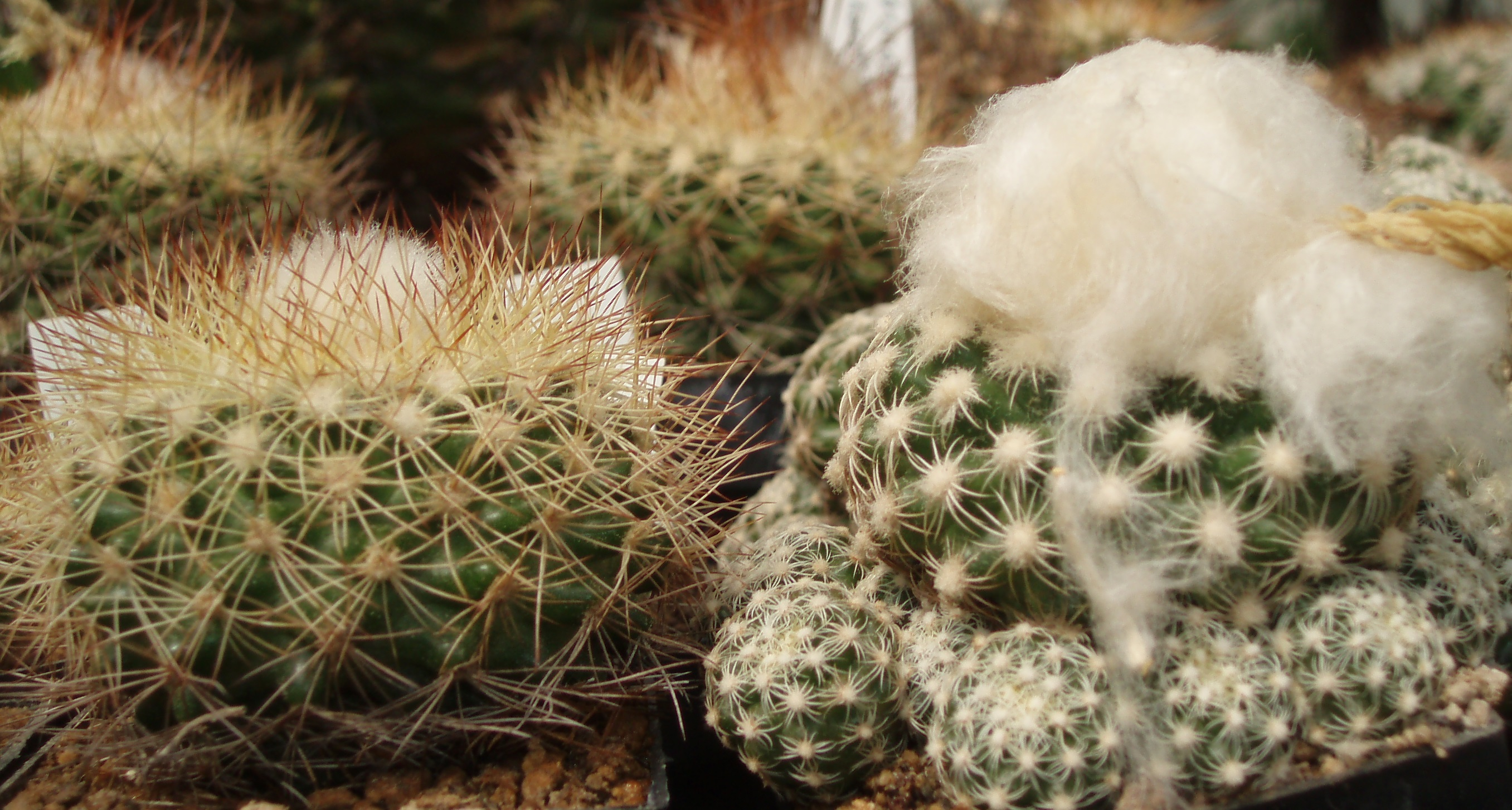
Detalle del cefalio de Discocactus buenekeri (Cactus de la derecha)

Las flores son blancas, de aroma dulce (fragantes) y tienen forma de embudo. Surgen en el borde del cefalio, se abren por la noche, se marchitan a la mañana siguiente y son polinizadas por polillas. Son autoinfértiles, miden 5 cm de diámetro y altura, y los botones florales son de color rosa-marrón claro. Su pericarpelo (ovario) es de color blanco, aparece desnudo en la base y está cubierto de escamas desnudas en sus axilas superiores. El tubo floral (receptáculo) es delgado, de color blanco marfil y con escamas de 0,5 a 1,7 mm de largo. Los segmentos internos del perianto miden unos 2,2 cm de largo y son de color blanco, y los externos, miden también 2,2 cm de longitud y son de color marrón rojizo por fuera, especialmente en la punta.
Los estambres tienen filamentos blancos, con anteras amarillas de 11,5 mm de largo. El pistilo mide 2,5 cm de largo y es de color blanco. Los estigmas son 5, aparecen parcialmente ramificados, miden 0,7 cm de largo y son de color marfil a blancos.

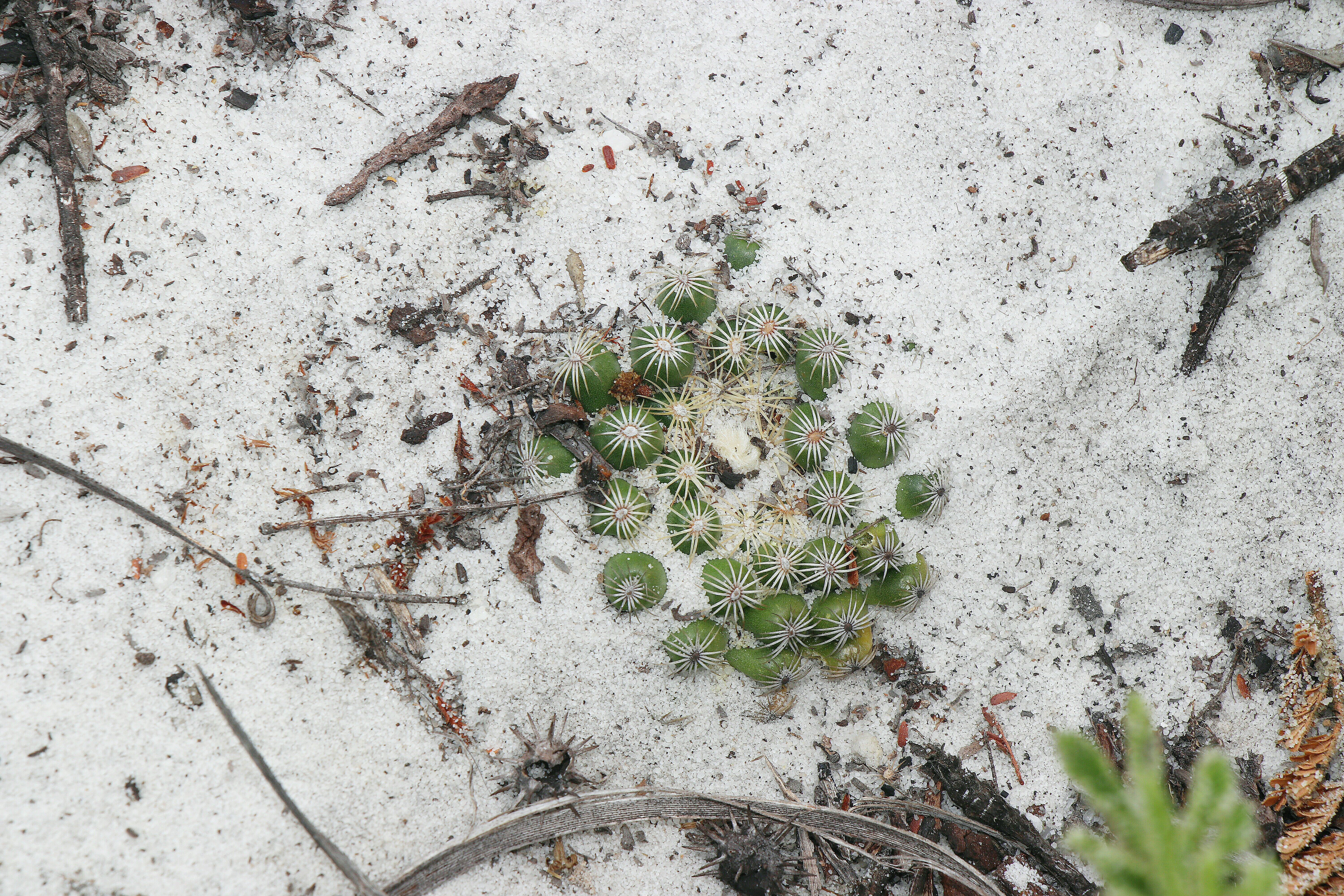
En su hábitat; plántulas en crecimiento

Los frutos son de color blanco al madurar con la parte superior verdosa y tienen forma de maza. Cuando están maduros se abren directamente desde la punta y conservan restos florales persistentes. Miden unos 3 cm de largo y hasta 1 cm de ancho. En su interior contienen de 11 a 55 semillas negras brillantes y de forma de platillo. Miden de 2 a 2,2 mm de ancho y tienen una testa con numerosos tubérculos grandes en forma de pezones. El embrión es globoso, sin perisperma y los cotiledones apenas se distinguen.

## Distribución y hábitat
El área de distribución nativa de esta especie es el nordeste de Brasil (concretamente en el estado de Bahía) y crece principalmente en el bioma tropical estacionalmente seco, a elevaciones de unos 1000 metros sobre el nivel del mar.
Habita en suelos de arena de cuarzo pura, donde plantas crecen parcialmente cubiertas por la arena, lo que las protege del sol.

## Taxonomía
Discocactus buenekeri fue descrita por el botánico alemán Wolf Rainer Abraham y publicada por primera vez en la revista científica Kakteen und andere Sukkulenten 38: 284 en 1987.

Etimología
- Discocactus: nombre genérico formado a partir de las palabras griegas diskos (que significa 'disco', en el sentido de 'plano') y kaktos (que significa 'cardo' o 'planta espinosa'), haciendo referencia al carácter discoidal y aplanado de la mayoría de sus especies.[5]
- buenekeri: epíteto específico otorgado en honor al experto brasileño en cactus Rudi Werner Büneker (1941-2022), quien descubrió la especie. [6]

## Usos
Se cultiva principalmente como planta ornamental, y su propagación se realiza comúnmente mediante semillas o injertos.
Esta especie presenta mayores dificultades de cultivo que otras del mismo género. Requiere temperaturas cálidas durante el invierno, entre 15 y 18 °C, y un sustrato completamente seco en esta época. Posee una raíz napiforme que la hace especialmente sensible al encharcamiento, aunque su pequeño tamaño también favorece una rápida deshidratación. Para su cultivo se recomienda el uso de sustratos ácidos, como mezclas de arena y turba, o preferiblemente sustratos minerales puros, como lava o piedra pómez combinadas con perlita. Asimismo, necesita nebulizaciones frecuentes, riego moderado y cultivo en condiciones controladas bajo vidrio.
Debido a su lento crecimiento, las plántulas jóvenes suelen injertarse sobre portainjertos más vigorosos. Sin embargo, se aconseja el uso de portainjertos de crecimiento lento, ya que un desarrollo excesivo puede alterar la forma natural de la planta y disminuir su valor ornamental. En condiciones naturales, D. buenekeri alcanza un diámetro aproximado de 6 cm, aunque puede superar los 8 cm cuando es injertada sobre Hylocereus.